# 利普斯科縣

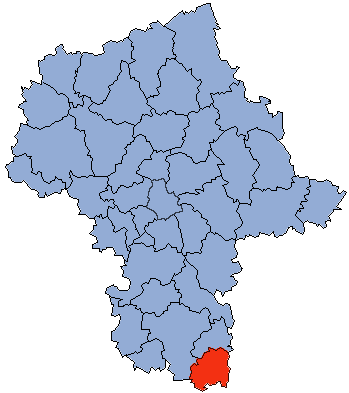

51°9′24″N 21°39′27″E / 51.15667°N 21.65750°E
利普斯科縣（波蘭語：Powiat lipski），是波蘭的縣份，位於該國中東部，由馬佐夫舍省負責管轄，首府設於利普斯科，面積748平方公里，2006年人口36,669，人口密度每平方公里49人。